# Nekrolog 1364
Nekrolog
◄◄
| ◄
| 1360
| 1361
| 1362
| 1363
| 1364 | 1365 | 1366 | 1367 | 1368 | ► | ►►
Weitere Ereignisse | Allgemeiner Nekrolog 1364
Die Beschreibung der verstorbenen Person sollte so kurz wie möglich gehalten sein und nur deren signifikante Tätigkeit(en) enthalten.
Neue Namen ggf. auch unter dem Geburts- und Sterbedatum, also etwa unter 1. Januar und im Geburts- und Sterbejahr (2024) eintragen (nur bei entsprechender großer Wichtigkeit). Für Beispiele siehe die schon vorhandenen Artikel.
Außerdem über die fünf zuletzt Verstorbenen, zu denen es einen ausreichend guten Artikel für eine Präsentation auf der Hauptseite gibt, nach der todesbedingten Überarbeitung der Artikel ggf. auch unter Wikipedia Diskussion:Hauptseite informieren und sie am besten auch in den anderen Wikipedia-Sprachversionen eintragen. Tipp: Regelmäßig bei news.google.de nach „ist tot“, „gestorben“ oder „verstorben“ suchen.
Wenn eine Person gestorben ist, gibt es viele Seiten zu dieser Person in der Wikipedia, die davon auch betroffen sind und entsprechend aktualisiert werden müssen. Beispiele: Namenübersichtsseite, Geburtsjahr, Geburtsort-Seiten und viele mehr.
Wie finde ich die betroffenen Seiten?
Im Suchfeld auf der linken Seite gibt man den Suchbegriff so ein: „Vorname Nachname“. Dann klickt man auf Volltext und alle Seiten mit entsprechendem Suchtext werden aufgerufen. Hier sieht man dann schnell, wo auch das Todesjahr Sinn macht oder sogar ein Teil des Artikels angepasst werden muss. Auch hilft das „Werkzeug“ auf der linken Seite sehr gut, um solche Seiten aufzufinden: „Links auf diese Seite“. Somit ist die Wikipedia wieder aktuell in allen Bereichen! Hinweis: bei Eintragung der Kategorie „Gestorben JAHR“ wird der Missbrauchsfilter 49 ausgelöst, was jedoch nicht schlimm ist. Siehe: Spezial:Missbrauchsfilter/49
Dies ist eine Liste von im Jahr 1364 verstorbenen bekannten Persönlichkeiten. Die Einträge erfolgen innerhalb der einzelnen Daten alphabetisch sortiert. Tiere sind im Nekrolog für Tiere zu finden.

## Januar
| Tag        | Name                         | Beruf, bekannt als                    | Alter | Beleg |
| ---------- | ---------------------------- | ------------------------------------- | ----- | ----- |
| 4. Januar  | Rudolf Losse                 | Domdekan in Mainz, Notar und Kanzlist |       |       |
| 17. Januar | Hélie de Talleyrand-Périgord | französischer Kardinal                |       |       |
| Januar     | Edward Balliol               | König von Schottland                  |       |       |

## Februar
| Tag         | Name                                 | Beruf, bekannt als             | Alter | Beleg |
| ----------- | ------------------------------------ | ------------------------------ | ----- | ----- |
| 16. Februar | John Maltravers, 1. Baron Maltravers | englischer Adliger und Höfling |       |       |

## März
| Tag     | Name                      | Beruf, bekannt als                             | Alter | Beleg |
| ------- | ------------------------- | ---------------------------------------------- | ----- | ----- |
| 5. März | Nikolaus I. von Gutenburg | Ordensgeistlicher, Abt des Klosters Einsiedeln |       |       |

## April
| Tag      | Name       | Beruf, bekannt als               | Alter | Beleg |
| -------- | ---------- | -------------------------------- | ----- | ----- |
| 8. April | Johann II. | König von Frankreich (1350–1364) | 44    |       |

## Mai
| Tag     | Name      | Beruf, bekannt als                  | Alter | Beleg |
| ------- | --------- | ----------------------------------- | ----- | ----- |
| 17. Mai | Johann I. | Herr von Ligny, Roussy und Beauvoir |       |       |

## Juni
| Tag      | Name                | Beruf, bekannt als                                                          | Alter | Beleg |
| -------- | ------------------- | --------------------------------------------------------------------------- | ----- | ----- |
| 6. Juni  | Wenzel I.           | Herzog von Liegnitz                                                         |       |       |
| 11. Juni | Agnes von Ungarn    | Gattin und Witwe des ungarischen Königs Andreas III.                        |       |       |
| 30. Juni | Ernst von Pardubitz | Erzbischof von Prag, Kanzler der Karlsuniversität, Berater Kaiser Karls IV. |       |       |

## Juli
| Tag      | Name                  | Beruf, bekannt als          | Alter | Beleg |
| -------- | --------------------- | --------------------------- | ----- | ----- |
| 11. Juli | Arnold von Vitinghove | Komtur des Deutschen Ordens |       |       |

## August
| Tag       | Name                      | Beruf, bekannt als | Alter | Beleg |
| --------- | ------------------------- | ------------------ | ----- | ----- |
| 5. August | Kōgon                     | japanischer Kaiser | 51    |       |
| 9. August | Dietrich III. von Limburg | Graf von Limburg   |       |       |

## September
| Tag           | Name              | Beruf, bekannt als                                                              | Alter | Beleg |
| ------------- | ----------------- | ------------------------------------------------------------------------------- | ----- | ----- |
| 10. September | Robert von Tarent | Fürst von Tarent, Achaia und Titularkaiser von Konstantinopel                   |       |       |
| 29. September | Karl              | Herzog von Bretagne, Graf von Penthièvre, Graf von Goëllo, Vizegraf von Limoges |       |       |

## Oktober
| Tag        | Name                       | Beruf, bekannt als                              | Alter | Beleg |
| ---------- | -------------------------- | ----------------------------------------------- | ----- | ----- |
| 9. Oktober | Heinrich Taube von Selbach | mittelalterlicher Kleriker, Jurist und Chronist |       |       |

## Datum unbekannt
| Tag | Name                      | Beruf, bekannt als                                                                                              | Alter | Beleg |
| --- | ------------------------- | --- | ----- | ----- |
|     | Butön Rinchen Drub        | tibetischer Abt des Klosters Xalu und buddhistischer Gelehrter der Sagya-Schule                                 |       |       |
|     | Elisenda de Montcada      | Königin von Aragón                                                                                              |       |       |
|     | Heinrich III.             | katholischer Priester, Benediktiner und Abt des Klosters Murrhardt                                              |       |       |
|     | Johann von Limburg-Styrum | deutscher Adliger                                                                                               |       |       |
|     | Gajah Mada                | Premierminister und Militärführer von Majapahit                                                                 |       |       |
|     | Burkhardt Sturmfeder      | Ritter |       |       |
|     | Tshelpa Künga Dorje       | Fürst von Tshelpa, Verfasser der Roten Annalen, Geistlicher der Tshelpa-Kagyü-Schule des tibetischen Buddhismus |       |       |
|     | Waldemar III.             | König von Dänemark und Herzog von Schleswig                                                                     |       |       |